# David Cormand
David Cormand (ur. 30 listopada 1974 w Mont-Saint-Aignan) – francuski polityk i samorządowiec, w latach 2016–2019 przewodniczący ugrupowania Europa Ekologia – Zieloni (EÉLV), poseł do Parlamentu Europejskiego IX i X kadencji.

## Życiorys
Kształcił się w szkole średniej w Déville-lès-Rouen, następnie studiował historię na Université de Rouen. Pracował m.in. jako animator wycieczek i kelner, a także jako aktor teatralny. Później został zatrudniony w administracji metropolii Rouen-Normandie, gdzie zajął się inkubatorami przedsiębiorczości.
Od 1999 działacz Zielonych i następnie ugrupowania EÉLV. Od 2001 wybierany na radnego miejscowości Canteleu, w 2007 objął mandat radnego regionu Górna Normandia, który utrzymał także w wyborach w 2010. Pełnił funkcję asystenta parlamentarnego Cécile Duflot. W lutym 2016, po złożeniu rezygnacji przez Emmanuelle Cosse, został pełniącym obowiązki sekretarza krajowego francuskich zielonych. W czerwcu tegoż roku oficjalnie stanął na czele swojego ugrupowania jako sekretarz krajowy.
W wyborach w 2019 uzyskał mandat eurodeputowanego IX kadencji. W listopadzie tegoż roku na czele ekologów zastąpił go Julien Bayou. W 2024 został wybrany na kolejną kadencję Europarlamentu.